# Campeonato Capixaba de Futebol Americano
O Campeonato Capixaba de Futebol Americano foi a competição de futebol americano do estado brasileiro do Espírito Santo. 
O Vila Velha Tritões é o maior campeão estadual com seis títulos.

## História
Em 2007, existiam apenas três times no Espírito Santo (Vila Velha Tritões, Vitória Blue Marlins e Santa Teresa Hunters). Fizeram então o chamado Colibri Bowl realizado no Estádio Municipal em Santa Teresa, que foi considerado o primeiro campeonato estadual de futebol americano, conquistado pelo Vila Velha Tritões.
No segundo semestre de 2008, ocorreu o Vilavelhense Bowl, que contou com a presença de seis times (Vila Velha Tritões, Vitória Blue Marlins, Vila Velha Rhinos, Vila Velha Jokers, Vila Velha Bulldogs e Vitória White Sharks). O time do Santa Teresa Hunters passava por uma reestruturação e não participou. Por contar com a maioria dos times do estado, foi considerado o considerado o segundo campeonato estadual, conquistado novamente pelo Tritões.
Com a Liga Capixaba de Futebol Americano (LCFA) formada em meados de junho de 2009, todos sete times do estado (Vila Velha Tritões, Vila Velha Jokers, Espírito Santo Blue Marlins, Vitória Black Star, Cariacica EScorpions, Fundão Spartans e Vitória White Sharks) tinha um representante na diretoria da liga. Assim, todos resolveram participar do terceiro Campeonato Estadual, com a final chamada de Moqueca Bowl, com duração de seis meses. O título ficou mais uma vez com o Tritões. Foi o primeiro campeonato realizado pela Liga Espiritossantense de Futebol Americano (Lesfa).
Em 2010, a Lesfa organiza o Campeonato Estadual, o II Moqueca Bowl, em formato half pad, ou seja, apenas com as ombreiras, e sem os capacetes.
Dessa vez, sem os atuais campeões Vila Velha Tritões pois estavam jogando o Torneio Touchdown, um dos dois campeonatos nacionais existentes. Em 9 de janeiro de 2011, é disputada a final do  entre Fundão Spartans e Vitória White Sharks, tendo este último como vitorioso por 20 a 19.
A primeira competição full pad (com todos os equipamentos) foi organizado pela Federação Capixaba de Futebol Americano (Fecafa) em 2012 e pela primeira vez com a chancela da Associação de Futebol Americano do Brasil (AFAB), atual Confederação Brasileira de Futebol Americano (CBFA).

## Campeonatos

### I Colibri Bowl
| 2007 | Vila Velha Tritões | Vitória Blue Marlins | Santa Teresa Hunters |

### Vilavelhense Bowl
| 2008 | Vila Velha Tritões | Vitória Blue Marlins | Vitória White Sharks |

### Moqueca Bowl
| 2009 | Vila Velha Tritões   | Santa Teresa Hunters | Fundão Spartans |
| 2010 | Vitória White Sharks | Fundão Spartans      | Vitória Antares |

### Campeonato Capixaba
| Ano           | Classificação Final | Classificação Final | Classificação Final      | Classificação Final     | Classificação Final |
| Ano           | Campeão             | Vice-campeão        | Terceiro Colocado        | Número de Participantes |                     |
| ------------- | ------------------- | ------------------- | ------------------------ | ----------------------- | ------------------- |
| 2012 Detalhes | Vila Velha Tritões  | Antares FA[ANT]     | Revolution FA            | 4                       |                     |
| 2013 Detalhes | Vila Velha Tritões  | Vitória Antares     | Revolution Gorillas[REV] | 3                       |                     |
| 2015 Detalhes | Vila Velha Tritões  | Desportiva Piratas  | Linhares Panthers        | 3                       |                     |

Notas:
- ANT^  O Vitória Antares representava a cidade de Fundão.
- REV^  O Revolution FA utilizou o nome de Revolution Gorillas.

## Títulos por equipe
| Clube                | Títulos                                | Vices          |
| -------------------- | -------------------------------------- | -------------- |
| Vila Velha Tritões   | 6 (2007, 2008, 2009, 2012, 2013, 2015) | 0              |
| Vitória White Sharks | 1 (2010)                               | 2 (2007, 2008) |
| Vitória Antares      | 0                                      | 2 (2012, 2013) |
| Santa Teresa Hunters | 0                                      | 1 (2009)       |
| Fundão Spartans      | 0                                      | 1 (2010)       |
| Desportiva Piratas   | 0                                      | 1 (2015)       |

## Títulos por cidade
| Cidade       | Títulos                                | Vices                |
| ------------ | -------------------------------------- | -------------------- |
| Vila Velha   | 6 (2007, 2008, 2009, 2012, 2013, 2015) | 0                    |
| Vitória      | 1 (2010)                               | 3 (2007, 2008, 2013) |
| Fundão       | 0                                      | 2 (2010, 2012)       |
| Santa Teresa | 0                                      | 1 (2009)             |
| Cariacica    | 0                                      | 1 (2015)             |

## Outros torneios
Estes são os torneios de futebol americano realizados no Espírito Santo que não foram considerados campeonatos estaduais.

### Vila Velha Arena Football
Em janeiro de 2009, a Prefeitura de Vila Velha juntamente com os Tritões, organiza o I Vila Velha Arena Football, uma mistura da modalidade arena com o beach football. O campeonato teve duração de dois finais de semana e contou com a presença de oito times (Vila Velha Tritões, Vila Velha Jokers, Vila Velha Rhinos, Vila Velha Bulldogs, Vitória White Sharks, Vitória Sea Drakes, Fundão Spartans e Santa Teresa Hunters), tendo como campeão o Tritões. 
Em janeiro do ano seguinte, acontece a segunda edição. Dessa vez com a presença de quatro times (Vila Velha Tritões, Máquina do Mal, Espírito Santo Blue Marlins e Vitória Antares). O Tritões foi o bicampeão. Por serem de uma modalidade diferente, ambos torneios não foram considerados campeonatos estaduais.
| 2009 | Vila Velha Tritões | Santa Teresa Hunters | Vila Velha Bulldogs         |
| 2010 | Vila Velha Tritões | Máquina do Mal       | Espírito Santo Blue Marlins |

### II Colibri Bowl
A segunda edição do torneio foi realizado em maio de 2009. Dessa vez com a presença de quatro times (Vila Velha Tritões, Vitória White Sharks, Santa Teresa Hunters e Espírito Santo Blue Marlins). Como menos da metade dos times do estado participaram, não foi considerado um estadual, apenas um torneio de final de semana.
| 2009 | Vila Velha Tritões | Vitória White Sharks | Santa Teresa Hunters |

### Torneio de Colonização do Solo Espiritossantense
O torneio foi realizado em maio de 2009, nos mesmos moldes do Vila Velha Arena Football, porém com quatro times: Vila Velha Tritões, Vila Velha Rhinos, Vitória White Sharks e Vila Velha Jokers.
| 2009 | Vila Velha Tritões | Vila Velha Rhinos | Vitória White Sharks |

### Desafio Espírito-Santense de Futebol Americano
Foi realizado no segundo semestre de 2011, primeira competição full pad do Espírito Santo, com a participação do Vitória Antares, Revolution FA e Serra FA, servindo de preparação para o Estadual de 2012.
| 2011 | Vitória Antares | Revolution FA | Serra Cabritos |